# Jon Šporn
Jon Šporn, slovenski nogometaš, * 22. maj 1997, Celje.
Šporn je profesionalni nogometaš, ki igra na položaju vezista. Od leta 2023 je bil član ukrajinskega kluba Čornomorec Odesa. Ped tem je igral za slovenske klube Dravo Ptuj, Muro in Celje ter avstrijski SV Horn. Skupno je v prvi slovenski ligi odigral 105 tekem in dosegel pet golov. Z Muro je osvojil slovenski pokal leta 2020. Leta 2015 je odigral tri tekme za slovensko reprezentanco do 19 let.